# Jacques Lonné-Canteau
Jacques Lonné-Canteau est un homme politique français né le 2 mars 1754 à Dax et décédé le 6 mars 1806 à Donzacq.
Maire de Donzacq et administrateur du département, il est député des Landes de 1791 à 1792. Il est réélu député au Conseil des Cinq-Cents le 26 germinal an VII.